# Le Torero hallucinogène
Le Torero hallucinogène est une huile sur toile de Salvador Dalí, datant de 1970, elle est exposée au Musée Salvador Dali de St. Petersburg, Floride, États-Unis.
C'est une œuvre majeure sur laquelle il travailla pendant deux ans. Elle regroupe une grande partie des thèmes visuels de Dalí, éclatés en un foisonnement de détails et finalement rassemblés dans la grande figure bien cachée du torero suivant la méthode paranoïaque-critique chère à l'auteur.
Dans la chronologie des œuvres majeures de Dalí, le Torero hallucinogène s'intercale entre la Pêche au thon et la décoration du Teatre-Museu Gala Salvador Dalí.

## Origine du tableau
Selon Dalí lui-même, c'est dans le dessin représentant la Vénus de Milo sur une boite de crayons à dessin de la marque britannique Venus Esterbrook achetée à New York qu'il découvrit l'image du torero s'imbriquant dans celle de la Vénus. Ni Gala, ni personne de son entourage ne parvenait à visualiser la figure, pourtant évidente pour le peintre.

## La figure principale du torero
Mais la figure du torero doit encore se révéler : l'arrondi clair de l'arène forme la montera, le chapeau rond typique. l'œil droit est formé d'une tache blanche accolé à une pupille noire formée par la joue droite de la Vénus, d'où coule une larme irisée. L'œil gauche se distingue dans l'ombre, entre le bras et la poitrine de la plus grande Vénus. L'ombre sous le nez est l'ombre du sein gauche de la Vénus centrale, la bouche barre son abdomen. Le flanc droit de la grande Vénus de droite forme le bord de la pommette et de la joue gauche du torero. La chemise blanche est formée par les drapés des deux Vénus centrales et l'ombre verte représente la cravate. Un petit bouton fermant la chemise est même visible. C'est enfin le corps du taureau mort qui mime les chatoiement de la veste de l'habit de lumières (chaquetilla).
Le visage grave, triste, presque émacié est celui de Manolete, célèbre matador espagnol des années 1940, tué par le taureau Islero le 29 août 1947 dans les arènes de Linares.

## Les thèmes: mort et résurrection
Ainsi, la mort est omniprésente dans ce tableau dont elle est bien le thème principal : mort et sang du taureau dans l'arène, mort et larme du torero, hommage au frère mort, les anges de la mort, les mouches cadavériques, cheval mort (?) et la femme de l'angélus dont Dalí était persuadé qu'elle priait pour son fils mort. 
Mais cette mort est aussi intimement liée à la résurrection : Le taureau mort est immédiatement remplacé par un suivant dans l'arène, les mouches pondent une promesse de vie dans le cadavre, et Dalí est la résurrection de son frère homonyme mort avant lui. 
Le torero dans ce sens, victime expiatoire d'un spectacle public, pourrait être une figure christique, en cohérence avec les thèmes chrétiens très développés par Dalí dans les années 1950 : la Cène (1955), Corpus Hypercubus (1954) et le Christ de saint Jean de la Croix (1952).